# Umuarama (gemeente)
Umuarama is een gemeente in de Braziliaanse deelstaat Paraná. De gemeente telt 99.606 inwoners (schatting 2009).
De plaats is zetel van het rooms-katholieke bisdom Umuarama.

## Aangrenzende gemeenten
De gemeente grenst aan Alto Paraíso, Cafezal do Sul, Cruzeiro do Oeste, Douradina, Icaraíma, Ivaté, Maria Helena, Mariluz, Perobal en Xambrê.

## Geboren
- Reginaldo de Santana, "Marília" (1975), voetballer